# بريان ميريمان
بريان ميريمان هو شاعر ايرلندي ومعلم ومزارع وموسيقار من ريف مقاطعة كلير.
بعد فترة من وفاته لفتت حياته انتباه واسع بعد عمله الوحيد الباقي عن المادة التي جٌمعت من التراث الشفهي المحلي كٌتبت ونٌشرت لأول مرة الشعر تكون من 1000 سطر طويل ساخر للآيسلنغ أو أدب الرؤيا.